# Lajka
Lajka (rusky Лайка, česky doslova „Štěkačka“; 1954 – 3. listopadu 1957) byla fena, která se jako první živý tvor pocházející z planety Země dostala na oběžnou dráhu. Stalo se tak 3. listopadu 1957 na palubě sovětské družice Sputnik 2. V době přípravy jejího letu bylo o vlivu kosmického letu na živé organismy známo jen málo. Vyslání zvířat do vesmíru bylo proto nezbytným předpokladem letů lidí.
Lajka, potulný pes odchycený na jedné z moskevských ulic, se původně jmenovala Kudrjavka (rusky Кудрявка; doslova Kudrnka). Pro let na Sputniku 2 byla cvičena s dalšími dvěma psy.
Technologie návratu kosmické lodi z oběžné dráhy na Zemi nebyly k dispozici, proto nebyl Lajčin návrat na Zem plánován. Třebaže se očekávalo, že prožije na oběžné dráze jeden týden, uhynula následkem stresu a přehřátí už zhruba 5 až 7 hodin po startu.
Byla prvním živočichem na oběžné dráze Země, nikoliv však ve vesmíru. Hranici vesmíru – tedy výšku 100 km nad zemí – jako první živočichové překonaly octomilky vynesené německou raketou V-2 (ukořistěnou Američany) v únoru 1947 ze Spojených států amerických a byly tedy první živočichové ve vesmíru, v roce 1949 vyletěla první opice, makak rhesus. V Sovětském svazu byli prvními psy ve vesmíru dvojice Dezik a Cygan (rusky Дезик и Цыган), kteří byli vysláni roku 1951 z kosmodromu Kapustin Jar po balistické dráze do výše 101 km.

## Sputnik 2

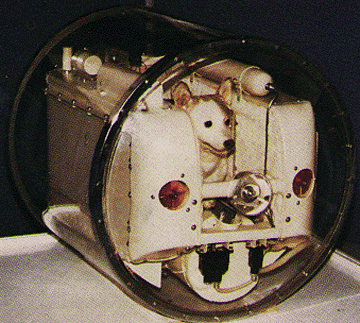
Model hermetické kabiny družice Sputnik 2.

Po úspěšném vypuštění družice Sputnik 1 dne 4. října 1957, požadoval tehdejší sovětský vůdce Nikita Chruščov další start ke 40. výročí Říjnové revoluce, tedy do 7. listopadu. Konstrukční kancelář OKB-1 připravovala družici tentokrát vybavenou i vědeckými přístroji, ale ta nemohla být hotova včas (byla vypuštěna v květnu 1958 jako Sputnik 3). Konstruktéři se proto, aby uspokojili politické vedení státu, rozhodli vypustit družici se psem na palubě.
Lety psů na oběžné dráze Země ještě před lidskými byly zamýšleny dlouho; jejich přípravou se v Institutu letecké medicíny zaobírala skupina lékařů v čele s Vladimirem Jazdovským. Stokilometrovou hranici vesmíru překonali jejich pokusní psi při suborbitálních letech už roku 1951.
Oficiální rozhodnutí o vypuštění Sputniku 2 se psem padlo 10. nebo 12. října. Ve spěchu byla sestavena družice, která obsahovala kromě hermetizované válcové schránky využívané při předchozích suborbitálních letech psů i přístroje pro měření solárního a kosmického záření.
Družice byla vybavena i systémem zabezpečení života – generátorem kyslíku, který zároveň pohlcoval oxid uhličitý a vzdušnou vlhkost. Termoregulační systém měl udržovat teplotu na 15 °C. Potravu (ve formě gelu) měla Lajka na sedm dní. Čidla na těle psa snímala srdeční tep, dechovou frekvenci, pohyb a krevní tlak. Údaje byly předávány pomocí vysílače na Zemi.

## Výcvik
Lajka byla toulavý moskevský pes, odchycený na ulici. Vědci usoudili, že toulaví psi jsou zvyklí na těžký život, hlad a žízeň a spíše vydrží jak výcvik, tak kosmický let. Lajka byla kříženec, fena, zhruba tříletá (nebo dvouletá) a vážila 6 kg. Po odchytu dostala povícero jmen, Kudrjavka, Žučka (doslova „Brouček“), Limončik (doslova „Citrónek“). Známou se stala jako Lajka, což je jméno plemen loveckých psů severního Ruska a Sibiře. Americká média ji pojmenovala Muttnik (složenina z mutt (kříženec) a -nik ze Sputnik. nebo Curly (přeložená Kudrjavka). Popisována byla jako klidná, nevyvolávající rvačky s jinými psy.
Pro let na Sputniku 2 byli trénováni tři psi: Albina, Muška a Lajka. Lékaři vybrali k letu Lajku, Albina předtím letěla dvakrát na raketě R-1E a nyní byla náhradníkem, Muška byla použita k testování vybavení a systémů podpory života.
Psi si na těsnou kabinu, ve které se nemohli otáčet, pouze sednout, postavit či lehnout, zvykali postupně, když byli drženi ve stále menších kotcích. Výzkumníci zjistili, že k přizpůsobení potřebují poměrně dlouhou dobu. Na přetížení si zvykali na centrifuze a taktéž byli přivykáni na hluk při startu rakety a na speciálně vyvinuté kašovité jídlo.
Před letem vzal vedoucí lékařského týmu Vladimir Jazdovskij Lajku k sobě domů, aby si pohrála s jeho dětmi. Později k tomu ve svých vzpomínkách napsal: „Chtěl jsem pro ni udělat něco pěkného, když měla žít už jen krátce…“

## Let
Podle NASA byla Lajka umístěna do boxu v družici už 31. října 1957 – tři dny před startem. Vzhledem k zimě panující na kosmodromu byla družice vyhřívána. Lajčin stav hlídali dva asistenti. Těsně před startem ji pečlivě upravili a zkontrolovali čidla na těle.
Raketa Sputnik (verze rakety R-7) vynesla Sputnik 2 z kosmodromu Bajkonur 3. listopadu 1957. Během startu se při nejvyšším přetížení dech Lajky zrychlil třikrát až čtyřikrát ve srovnání se stavem před letem. Tep se zvedl ze 103 na 240 tepů za minutu. Po dosažení oběžné dráhy byl podle plánu odhozen kryt družice; družice však zůstala spojená s posledním stupněm nosné rakety (blokem A). Systém regulace teploty proto nebyl plně funkční a kabina se postupně zahřála na 40 °C. Po třech hodinách letu ve stavu beztíže se Lajčin puls vrátil na 102 tepů za minutu, trvalo to třikrát déle než při pozemních testech, zřejmě kvůli stresu zvířete. Lajka byla rozrušená, ale najedla se. Po pěti až sedmi hodinách letu nejevila známky života.
Sovětští vědci předem plánovali, že pes bude usmrcen, podle některých informací se tak mělo stát naprogramovanou injekcí. V následujících letech po Lajčině letu vydával Sovětský svaz rozporná prohlášení o jejím osudu. Podle nich uhynula šestý den letu následkem nedostatku kyslíku, po selhání baterií, nebo byla usmrcena. Roku 1999 se v ruských médiích objevily zprávy, že zahynula čtvrtý den následkem přehřátí. V říjnu 2002 ve zprávě přednesené na Světovém vesmírném kongresu (World Space Congress) v Houstonu oznámil Dmitrij Malašenkov, jeden z vědců připravujících let Sputniku 2, že uhynula během čtvrtého oběhu na následky přehřátí.
Sputnik 2 zanikl v atmosféře Země 14. dubna 1958.

## Výsledky letu, památka

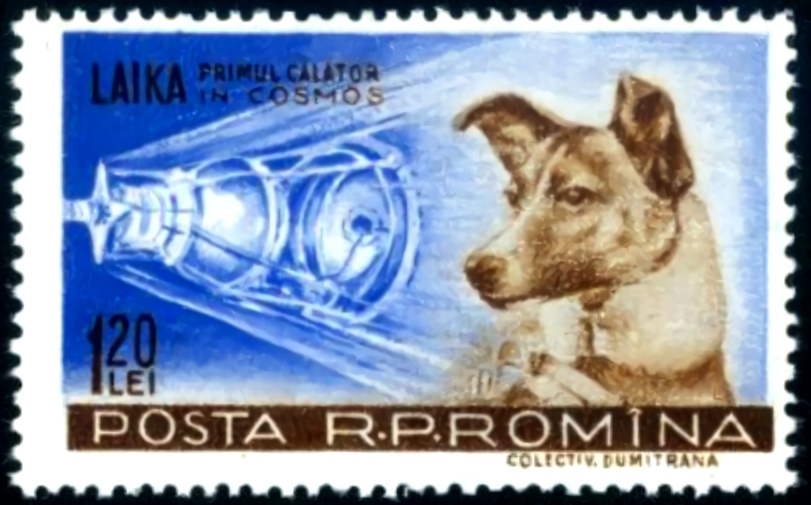
Lajka na rumunské známce z roku 1957, nominální hodnota 1,2 lei

Hlavním výsledkem letu Lajky bylo potvrzení, že živý tvor bez problémů přežije vzlet do vesmíru a delší pobyt na oběžné dráze ve stavu beztíže. Po letu před sovětskými vědci nadále nestála otázka, zda jsou lety lidí do vesmíru možné, ale jak je bezpečně uskutečnit. Úspěšný let druhé sovětské družice, navíc s živým tvorem na palubě, posílil prestiž sovětské vědy a stal se triumfem sovětské propagandy. Nicméně západní ochránci práv zvířat kritizovali vyslání Lajky na smrt, přičemž spojovali averzi k pokusům na zvířatech s antikomunismem. Sovětská vláda reagovala zavedením značky cigaret Lajka s jejím vyobrazením na krabičce, aby tak získala sympatie veřejnosti. Další lety psů na oběžné dráze Země probíhaly od druhé poloviny roku 1960 a byly koncipovány jako návratové, v rámci přípravy na let člověka.
Lajka má památník – sochu a pamětní desku ve Hvězdném městečku, ve kterém se připravují ruští kosmonauti. Roku 2008 byl na pozemcích Institutu vojenské medicíny v Moskvě odhalen další Lajčin památník. Lajka byla navíc námětem mnoha poštovních známek po celém světě. Příběh psa, který se nevrátil z vesmíru, je stále připomínán. O jejím životě byl napsán komiks Laika, objevila se v písních – například Laika ICE MC, její jméno nese několik hudebních skupin. Na jaro 2013 připravuje English Touring Opera uvedení opery Laika the Spacedog.